# Перо Почек
Перо Почек (Цетиње, 20. март 1878 — Рим, 2. фебруар 1963) био је српски сликар из Црне Горе. Сликао је портрете, мртву природу, пејзаже и друге композиције инспирисана традицијом родног краја.

## Биографија
Рођен је у многобројној и сиромашној породици која се бавила трговином, у Доњем Крају на Цетињу. Као дијете показивао је дар за сликање и у недостатку адекватног прибора цртао је на камену. Школовао се на Институту лијепих умјенотсти у Напуљу, на основу стипендије краља Николе I. Дипломирао је као најбољи у класи професора Доменика Морелија који је био истакнути умјетник тог доба. Након завршених студија враћа се на Цетиње гдје проводи неколико година.
У колориту на дјелима Пера Почека првобитно доминира тамна гама, да би оквирно 1903. почео користити свијетле боје које послије једног периода напушта и враћа се изразу са тамнијим колоритом.
По завршетку Првог свјетског рата живио је и радио у Италији.
Први је у Црној Гори приредио самосталну изложбу 1907. године у згради Министарства војног на Цетињу. Излагао је у Лондону, Риму, Милану, Амстердаму, Софији. Неки од умјетника са којима је Почек излагао су Урош Предић, Марко Мурат и Иван Мештровић.
О својој слици Гусле је забиљежио:

...Сред стијешњених гора нашега Племена, наставља се са крајном истрајношћу и пожртвовањем чување и спас свога Српскога имена - Црногорци га слиједе током столећа у тој истрајној борби, руковођени завјетом својих предака, да ништа не поштеде за сачувати своју Народност.

Почек је насликао серију од 30 слика, које приказују сцене из Његошевог Горског вијенца. Циљ му је био да својим умјетничким дјелом уради нешто за завичај из којег је потекао. Током 1985. породица Пера Почека је дала дозволу да се изложба са 42 Почекове слике реализује на Цетињу, у Биљарди. Изложено је само 29 слика, постављених без реда, пратећег описа и навођења имена сликара, док су остале слике остале у депоу. Дио слика предатих за изложбу је украден. Породица је тражила да се пронађу украдене слике. Полиција је убрзо пронашла лопова али је високи функционер републичког СУП-а Црне Горе забранио да се лопов процесуира. Један од наследника сликара Павле Почек је 1989. покренуо судски поступак поводом пет украдених слика који је трајао неколико година.
Народни музеј Црне Горе и Његошев музеј посједују неколико његових слика. Почеков опус није систематично обрађен и анализиран.
Насликао је бројне портрете, укључујући и портрет Максима Горког.
Додијељен му је Орден књаза Данила I трећег степена.
Његови потомци живе у Италији и никада нијесу били у Црној Гори.

## Одабране слике
- Напуљ са Везува
- Вршидба
- Стара Његошева капела
- Млин
- Капри
- Планински пун мјесец
- Гусле
- Олуја
- Црногорац
- Јаруга
- Прољеће на Каприју
- Јасан мјесец
- Весели октобар
- Римска панорама
- Обала сирена (циклус слика)
- Под цетињским манастиром
- Молитва Данилова
- Илустрација Горског вијенца
- Гроб Његошев
- Аутопортрет
- Портрет Максима Горког